# Campeonato Mundial Femenino de Ajedrez 1953
El 11º Campeonato mundial femenino de ajedrez se desarrolló entre agosto y septiembre de 1953 en Leningrado. Esta edición enfrentó a la campeona Liudmila Rudenko contra Yelizaveta Býkova, ganadora del primer Torneo de candidatos femenino.

## Torneo de Candidatas 1952
El Torneo de Candidatas se disputó en Moscú en octubre de 1952, dando como ganadora a Býkova.
|    | Jugadora                 | 1 | 2 | 3 | 4 | 5 | 6 | 7 | 8 | 9 | 10 | 11 | 12 | 13 | 14 | 15 | 16 | Pts. |
| -- | ------------------------ | - | - | - | - | - | - | - | - | - | -- | -- | -- | -- | -- | -- | -- | ---- |
| 1  | Yelizaveta Bykova        | - | 0 | 1 | 0 | 1 | 1 | 0 | 1 | 1 | ½  | 1  | 1  | 1  | 1  | 1  | 1  | 11½  |
| 2  | Fenny Heemskerk          | 1 | - | 1 | 1 | 0 | 0 | ½ | 0 | ½ | ½  | 1  | 1  | 1  | 1  | 1  | 1  | 10½  |
| 3  | Olga Ignatieva           | 0 | 0 | - | ½ | ½ | 1 | 1 | 0 | 1 | 1  | 1  | 1  | ½  | 1  | 1  | 1  | 10½  |
| 4  | Valentina Belova         | 1 | 0 | ½ | - | 1 | ½ | ½ | ½ | 1 | ½  | ½  | 1  | 1  | 0  | 1  | 1  | 10   |
| 5  | Edith Keller-Herrmann    | 0 | 1 | ½ | 0 | - | 1 | ½ | 0 | ½ | ½  | 1  | 1  | 1  | 1  | 1  | 1  | 10   |
| 6  | Kira Zvorykina           | 0 | 1 | 0 | ½ | 0 | - | 1 | ½ | 0 | 1  | 1  | 1  | 1  | 1  | 1  | 1  | 10   |
| 7  | Eileen Betsy Tranmer     | 1 | ½ | 0 | ½ | ½ | 0 | - | 0 | 1 | 1  | ½  | 1  | ½  | 1  | ½  | 1  | 9    |
| 8  | Olga Rubtsova            | 0 | 1 | 1 | ½ | 1 | ½ | 1 | - | 0 | 0  | 0  | 0  | ½  | ½  | 1  | 1  | 8    |
| 9  | Chantal Chaudé de Silans | 0 | ½ | 0 | 0 | ½ | 1 | 0 | 1 | - | 1  | 0  | ½  | ½  | 1  | 1  | 1  | 8    |
| 10 | Jozsa Langos             | ½ | ½ | 0 | ½ | ½ | 0 | 0 | 1 | 0 | -  | 1  | 0  | 1  | 1  | 1  | 1  | 8    |
| 11 | Mona May Karff           | 0 | 0 | 0 | ½ | 0 | 0 | ½ | 1 | 1 | 0  | -  | 1  | 1  | 1  | 0  | 1  | 7    |
| 12 | Rowena Mary Bruce        | 0 | 0 | 0 | 0 | 0 | 0 | 0 | 1 | ½ | 1  | 0  | -  | ½  | 1  | 0  | 1  | 5    |
| 13 | Nina Grushkova-Belska    | 0 | 0 | ½ | 0 | 0 | 0 | ½ | ½ | ½ | 0  | 0  | ½  | -  | 0  | 1  | 1  | 4½   |
| 14 | Mary Bain                | 0 | 0 | 0 | 1 | 0 | 0 | 0 | ½ | 0 | 0  | 0  | 0  | 1  | -  | ½  | ½  | 3½   |
| 15 | María Berea de Montero   | 0 | 0 | 0 | 0 | 0 | 0 | ½ | 0 | 0 | 0  | 1  | 1  | 0  | ½  | -  | 0  | 3    |
| 16 | Salome Reischer          | 0 | 0 | 0 | 0 | 0 | 0 | 0 | 0 | 0 | 0  | 0  | 0  | 0  | ½  | 1  | -  | 1½   |

## Rudenko vs. Býkova
|                   | 1 | 2 | 3 | 4 | 5 | 6 | 7 | 8 | 9 | 10 | 11 | 12 | 13 | 14 | Total |
| ----------------- | - | - | - | - | - | - | - | - | - | -- | -- | -- | -- | -- | ----- |
| Liudmila Rudenko  | 1 | 1 | 0 | 0 | ½ | 0 | 0 | ½ | 1 | 1  | 0  | 0  | 1  | 0  | 6     |
| Yelizaveta Bykova | 0 | 0 | 1 | 1 | ½ | 1 | 1 | ½ | 0 | 0  | 1  | 1  | 0  | 1  | 8     |